# Cansei de Ser Sexy
Cansei de Ser Sexy（CSS）是一支来自巴西圣保罗的乐团。CSS是葡萄牙语“Cansei de Ser Sexy”（发音为[kɐ̃'sej dʒɪ seɾ 'sɛksɪ]）的缩写，字面意义为“我已厌倦性感”。据称此句源出於女歌手Beyoncé之口。

## 历史
乐团最初成立于2003年。
主音Lovefoxxx从小就是设计助手，吉他兼键盘手Luiza Sá则曾读过艺术学校，吉他Carolina Parra, 低音吉它Adriano Cintra，吉他手Ana Rezende修读电影，并且执导拍摄乐队录影带。
乐团以《Meeting Paris Hilton》（与帕丽斯·希尔顿约会）一曲成名。